# Salim ''mawla'' Abi Hudhayfa
Sālim mawlā Abī Ḥudhayfa (in arabo سالم مولى أبي حذيفة‎?) o Sālim, il liberto di Abū Ḥudhayfa; Medina, ... – ...; fl. VII secolo) era un Compagno del profeta Maometto.
Fu chiamato così perché era stato schiavo prima che il suo padrone Abū Ḥudhayfa b. ʿUtba lo affrancasse e adottasse (tabanna) come figlio, in un'epoca in cui entrambi non erano musulmani. 

Non si conosce di chi fosse figlio e si deve quindi ipotizzare che egli fosse stato comprato in uno dei vari mercati presenti nella Penisola araba. Abū Ḥudhayfa, che era un importante esponente dell'oligarchia meccana, lo chiamò Sālim ibn Abī Ḥudhayfa (Sālim, figlio di Abū Ḥudhayfa) ma quando fu rivelato il versetto coranico riguardante l'adozione (Sūra XXXIII:4-5): 
(Il Corano, (a cura di A. Ventura), trad. di Ida Zilio Grandi, Milano, Mondadori, 2010, p. 255.)
 Sālim fu costretto a cambiare nome. In effetti l'Islam riconosce la paternità adottiva a tre ben precise condizioni:
1. l'ascendenza dell'adottato deve essere ignota;
2. la differenza d'età tra il genitore adottivo e il giovane (o la giovane) deve essere significativa;
3. quando il ragazzo (o la ragazza) acquisisce la maggior età ed è in grado di farlo, deve accettare la dichiarazione di filiazione legale.

Abū Ḥudhayfa fece sposare Sālim con Fāṭima bint al-Walīd, sua nipote paterna, in quanto figlia di al-Walīd ibn ʿUtba.
Quando i musulmani risiedettero a Qūba, un sobborgo di Medina, Sālim diresse la preghiera. Fece parte quattro Compagni ai quali Maometto raccomandò fortemente d'imparare a memoria il Corano Godeva di buona reputazione per la sua sincerità. Allorché Khalid ibn al-Walid fece ricorso inutilmente alla violenza nei confronti di una tribù contro la quale era stato inviato, nel corso di una spedizione militare disposta da Maometto, Sālim s'oppose e condannò il gesto. Quando Maometto ne fu informato, sconfessò il gesto di Khālid e chiese se qualcuno avesse cercato di fermarlo e gli fu risposto che lo aveva fatto Sālim.
Partecipò alla battaglia della Yamama (Yawm Yamāma) del 632 contro Musaylima, detto «al-Kadhdhāb» (il mentitore), in cui era stato alfiere, in sostituzione di Zayd ibn al-Khattab (fratello del futuro secondo califfo), che era caduto in quello stesso scontro. 

Morì, combattendo strenuamente come s'era ripromesso di fare con il padre adottivo, fino al martirio se fosse stato necessario. Un guerriero nemico gli amputò un braccio, poi gli fu mutilato anche l'altro, tanto che cadde moribondo. Fu trovato al termine del vittorioso combattimento dai musulmani e Sālim riuscì ancora a chiedere quale fosse stata la sorte del suo antico padrone che l'aveva affiliato e gli fu risposto che Abū Ḥudhayfa era caduto da shahīd (martire della fede). Chiese allora di essere inumato accanto all'uomo per il quale provava tanto amore filiale, e morì subito dopo, col sorriso sulle labbra.

Omar ibn al-Khattab dichiarò prima di morire, pugnalato dallo schiavo Luʾlūʾa, che l'avrebbe designato a succedergli se fosse stato vivo.